# Болница
Болницата е медицинско лечебно заведение, в което се предоставят специализирани медицински услуги с настаняване на пациентите.

## Дейности в болницата
В болничното заведение лекари, с помощта на други медицински специалисти и помощен персонал, извършват дейности като:
- диагностика и лечение на заболявания (когато лечението не може да се постиге с извънболнична помощ),
- родилна помощ,
- рехабилитация,
- диагностика и консултации, поискани от лекар или стоматолог от друго лечебно заведение,
- медико-козметични услуги,
- клинични изпитвания на лекарства и медицинска апаратура съгласно действащото в страната законодателство, учебна и научна дейност[1].

## Видове хуманни болници
Болниците обикновено се отличават от другите видове здравни заведения с възможността им да осигуряват грижи за болнично наблюдение и лечение на пациентите. Останалите видове лечебни заведения, които не осигуряват болничен престой, са например лекарски кабинет, амбулатория, клиника, поликлиника.
В България болничното лечение се урежда от Закона за здравето, а неговият вид се регламентира от Закона за лечебните заведения. Според закона лечебните заведения са 2 групи – за болнична и за извънболнична помощ.
Лечебни заведения за болнична помощ са следните.
- Болница за активно лечение. В тях се лекуват лица с остри заболявания, травми, изострени хронични болести, състояния, изискващи оперативно лечение в болнични условия и се оказват родилна помощ и медико-козметични услуги.
- Болница за долекуване и продължително лечение. Приемат се лица, нуждаещи се от продължително възстановяване на здравето и лица с хронични заболявания, изискващи грижи и поддържане на задоволително телесно и психическо здраве.
- Болница за рехабилитация. Извършва се физикална терапия, моторна и психическа рехабилитация, балнео-, климато- и таласолечение.
- Болница за долекуване, продължително лечение и рехабилитация. Обединява задачите и дейностите на предходните два типа за болнично лечение.

Болниците могат да бъдат многопрофилни или специализирани, като лечение се извършва и в университетски болници, които също могат да бъдат многопрофилни или специализирани.
Най-разпространените видове болници са многопрофилните. В тях се лекуват разни видове болестни състояния и наранявания. Обикновено към такава болница има и спешно отделение с цел да се осигури незабавна спешна помощ при заплаха за живота на хората. В по-големите градове може да повече многопрофилни болници с различен капацитет и оборудване.
Районната болница обикновено е голямо болнично съоръжение, обслужващо населението в определен регион. Разполага с ограничен брой легла за интензивни и дългосрочни грижи, както и специализирани съоръжения за хирургия, родилна помощ, лабораторна диагностика и други.
В болниците за специализирана помощ се оказва специфично болнично лечение за определен вид заболявания. Такива са центровете за лечение на травми, болници за рехабилитация, болници за деца или възрастни хора, болници за справяне със специфични медицински нужди като психиатрични проблеми (психиатрична болница), болници за определени категории заболявания като сърдечни, онкологични, ортопедични и други.
Болницата може да заема няколко сгради. В много от случаите се изгражда болничен комплекс, който нерядко е във връзка с висше медицинско училище. Университетска болница съчетава осигуряване на болнична помощ на пациентите с практическо обучение на студенти по медицина.
Клиника или медицински център е медицинско заведение, обикновено по-малко от болница, което не разполага с възможности за настаняване и болнично лечение. Често са собственост на община или на частно партньорство на лекари.
Полевата болница е голяма мобилна медицинска част, която се грижи за пострадалите на място, преди те да бъдат безопасно транспортирани до стационарни болнични заведения. Подобни болници се използват при военни ситуации, но може да се използват и по време на природни бедствия.
Тя включва медицински персонал с мобилни медицински инструменти, и най-често представлява широка палатка, за да може да бъде лесно построена, и в близост до жертвите (пострадалите). В градски условия, полевата болница най-често се построява на лесно достъпни и видими сгради, като ресторанти, училища, църкви, театри, и т.н.
Според съвременните закони за войната (като Женевските конвенции от 1949 г.) се забранява атакуването по лекари, линейки, болнични кораби, полеви болници, сгради със знак на Червения кръст и Червения полумесец (или друга емблема свързана с тях).

## Болнична структура
Всяка болница е изградена по общ ред, който да осигурява адекватното и функциониране и осигуряване на качествена болнична помощ. Лечебните заведения притежават обособени няколко отделения, във всяко от които се лекуват определен тип заболявания от медици-специалисти и обучен персонал. Основните изисквания, на които трябва да отговарят, устройството, дейността и вътрешният ред на лечебните заведения за болнична помощ, диспансерите и домовете за медико-социални грижи се уреждат от наредба. Съгласно наредбата всяка болница се състои от функционално обособени структурни блокове, както следва:
- консултативно-диагностичен:
  - приемно-консултативни кабинети,
  - медико-диагностични и медико-технически лаборатории,
  - отделения без легла или кабинети за функционална и образна диагностика;
- стационарен, който включва клиники и/или отделения с легла;
- административно-стопански.

В болници, в които се извършват оперативни дейности, се създават необходимият вид и брой операционни зали. Лечебните заведения могат да разкрият и аптеки за задоволяване на собствените си нужди.
Многопрофилните болници трябва да притежават най-малко 4 отделения или клиники по различни основни медицински специалности.
Основно диагностично-лечебно структурно звено в лечебните заведения за болнична помощ е отделението, което се състои от болнични стаи, диагностични кабинети, манипулационни зали и помощни помещения.

## Ветеринарни заведения
Лечебната дейност във ветеринарната медицина в България е регламентирана със Закона за ветеринарномедицинската дейност, а видът на лечебните заведения – от Наредбата за изискванията към ветеринарните лечебни заведения и видът и обемът на ветеринарномедицинската дейност, която може да се извършва в тях. Съгласно нея лечебна дейност на животни се осъществява във ветеринарна амбулатория (кабинет) или ветеринарна клиника (лечебница). Всяко едно от тези типове ветеринарни лечебни заведения трябва да отговаря на определени изисквания и да притежава определен набор от инструменти и медицинска апаратура за да покрие съответните критерии. Ветеринарните клиники могат да разполагат и със стационар, в който животните да останат за болнично наблюдение и лечение.

## История

### Средновековие
Официалното приемането на Християнството в Римската Империя предизвиква разширяване на всички форми на грижа за хората. След първия Никейски събор през 325 г. болници са построени във всеки катедрален град. Сред най-ранните са построените от лекаря Св. Самсон в Константинопол и от Василий, епископ на Цезария. Вторите, които били наричани „базилики“ били като малки градчета, включващи жилища за лекари и болногледачи и отделни сгради за различните видове пациенти. За прокажените имало специално отделение. Някои болници имали и библиотеки и училища, където докторите провеждали, записвали и съхранявали техните медицински и фармацевтични изследвания. Медицинското обслужване в образа на модерна болница е продукт на християнското милосърдие и византийска предприемчивост. Византийския болничен персонал включвал главен лекар (archiatroi), проферионални болногледачи (hypourgoi) и санитари (hyperetai). През 12 век Константинопол две добре уредени болници, в които работели доктори, както мъже, така и жени, предоставящи систематизирано лечение и отделения за различните заболявания.

### Съвремие
В Съединените щати в средата на XVIII век, в градовете се създават изолационни болници, където се лекуват или изолират пациенти със заразни болести. Бенджамин Франклин е допринесъл за основаването на болница в Пенсилвания през 1751 г. – първото в страната лечебно заведение, специализирано в лечението на различни болести. През 1803 година, английския физик Томас Пърсивал публикува своята книга Медицинска етика(англ."Medical Ethics; or, a Code of Institutes and Precepts, Adapted to the Professional Conduct of Physicians and Surgeons"), която служи за основа на съвременните кодекси на медицинската етика, започвайки от първото издание на етичния кодекс на Американската медицинска асоциация.